# Syphax Airlines
Syphax Airlines es una aerolínea tunecina con sede en el Aeropuerto Internacional de Sfax-Thyna. Fue fundada en 2011 por el empresario Mohamed Frikha, CEO de Telnet. Opera vuelos desde su hub principal en Sfax y otros aeropuertos de Túnez, como el aeropuerto de Monastir-Habib Bourguiba y el aeropuerto de Yerba-Zarzis.

## Destinos

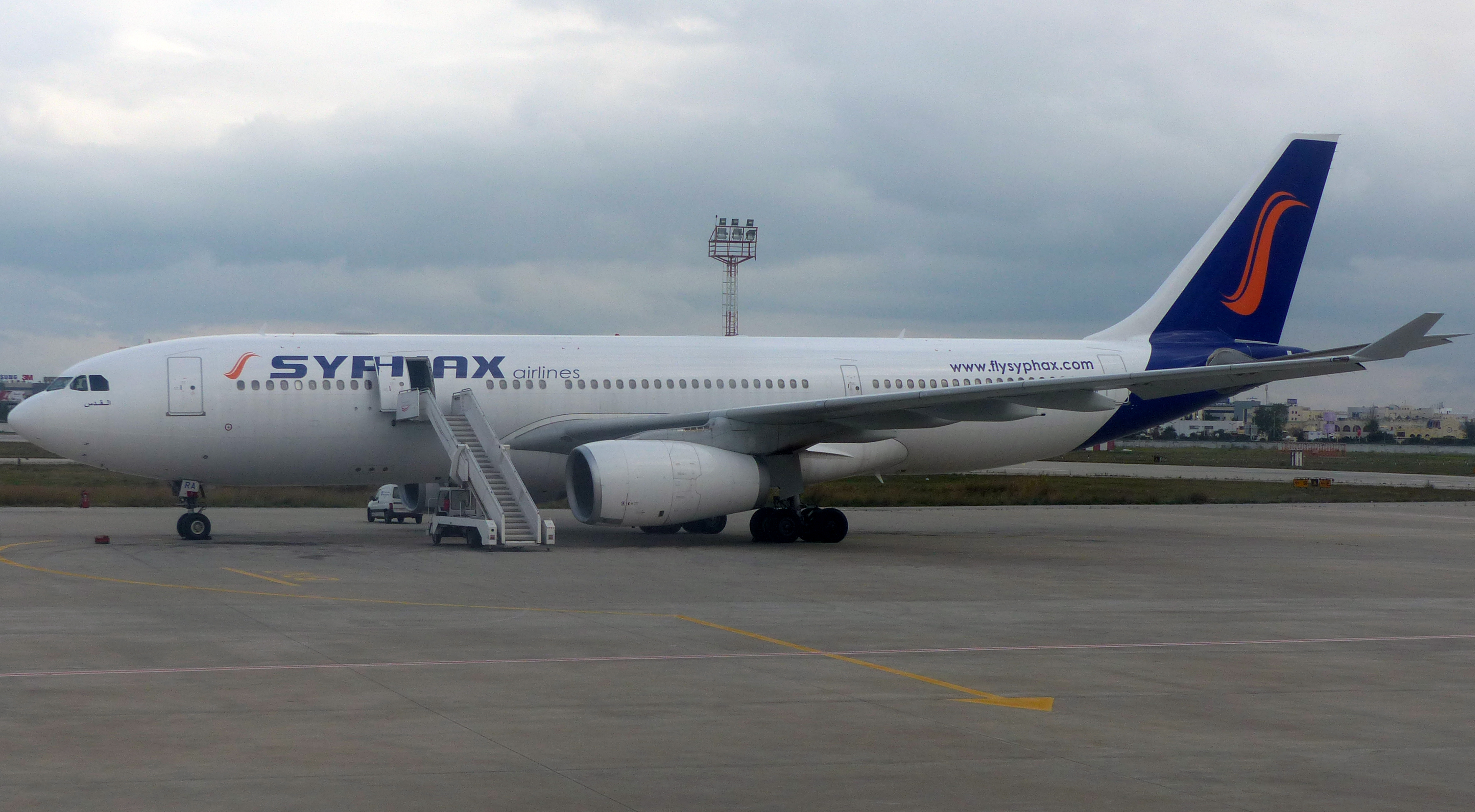
Airbus A330-200 de Syphax Airlines

Syphax Airlines opera los siguientes servicios (a partir del 25 de abril de 2014 ):
- Canadá
  - Montreal — Aeropuerto Internacional Pierre Elliott Trudeau[3][4]

- Croacia
  - Zagreb – Aeropuerto de Zagreb-Pleso

- Francia
  - Lyon – Aeropuerto de Lyon-Saint Exupéry
  - Marsella – Aeropuerto de Marsella-Provenza
  - Niza – Aeropuerto Internacional de Niza-Costa Azul
  - París –
- Libia
  - Bengasi – Aeropuerto Internacional de Benina
  - Sabha – Aeropuerto de Sabha
  - Trípoli – Aeropuerto Internacional de Trípoli

- Morruecos
  - Casablanca – Aeropuerto Internacional Mohámmed V
- Arabia Saudita  
  - Yeda – Aeropuerto Internacional Rey Abdulaziz
- Eslovenia
  - Liubliana  – Aeropuerto de Liubliana

- Túnez
  - Djerba – Aeropuerto Internacional de Yerba-Zarzis
  - Sfax – Aeropuerto Internacional de Sfax-Thyna
  - Túnez – Aeropuerto Internacional de Túnez-Cartago
  - Monastir – Aeropuerto Internacional de Monastir-Habib Bourguiba

- Turquía 
  - Estambul – Aeropuerto Internacional Sabiha Gökçen
- Reino Unido
  - Glasgow – Aeropuerto Internacional de Glasgow
  - Londres – Aeropuerto de Londres-Gatwick
  - Newcastle – Aeropuerto de Newcastle upon Tyne

## Flota

### Flota Actual
La flota de Syphax Airlines incluye las siguientes aeronaves, con una edad media de 14.9 años (a abril de 2023)